# Coroa (heráldica)
Uma coroa, coronel ou diadema é uma pequena coroa com ornamentos fixados em um anel de metal. Ao contrário de uma coroa, o coronel nunca é representado com arcos.
A palavra deriva do francês antigo coronete, sendo um diminutivo de co(u)ronne ("coroa"), que por sua vez deriva do latim corona.
Tradicionalmente, o coronel, em alemão Adelskrone (literalmente "coroa de nobreza" ou "coronel de nobreza") é utilizado por nobres e príncipes em seus brasões de armas, e não por monarcas, para quem a palavra habitualmente utilizada é "coroa".  À exceção de uma coroa, o coronel mostra a posição nobiliárquica do detentor. Da mesma forma, em alemão há o termo Rangkrone.
Existem coroas para distinguir a posição das divisões administrativas de alguns países, tendo a designação de coroas murais.

## Realeza e nobreza
Em cada monarquia há coroas e coronéis regulamentados para o pariato.

### Alemanha
|  | Imperador      |  | Imperatriz     |  | Príncipe Herdeiro  |
|  | Rei da Prússia |  | Rei da Baviera |  | Rei de Württemberg |

### Áustria
|  | Imperador |  | Rei da Boêmia |  | Arquiduque |  | Príncipe |  | Duque |
|  | Marquês   |  | Conde         |  | Visconde   |  | Barão    |  | Nobre |

### Bélgica
|  | Rei e Príncipes da Casa Real |  | Príncipe (nobre) |  | Duque |  | Marquês   |
|  | Conde                        |  | Visconde         |  | Barão |  | Cavaleiro |

### Brasil
|  | Imperador |  | Príncipe Imperial (Herdeiro) |  | Príncipe |  | Duque |
|  | Marquês   |  | Conde                        |  | Visconde |  | Barão |

### Bulgária
|  | Rei |  | Rainha |

### Croácia
Reino da Croácia
|  | Rei |

### Dinamarca
|  | Real    |  | Príncipe Herdeiro |  | Príncipe |  | Duque            |
|  | Marquês |  | Conde             |  | Barão    |  | Coroa de Nobreza |

### Egito
|  | Coroa Branca Hedjete |  | Coroa Vermelha Dexerete |  | Coroa Dupla Sejemtyi |  | Coroa Atef |

|  | Sultão |  | Rei |

### Espanha
|  | Rei Brasão de armas da Espanha |  | Rei Brasão de armas do Rei |  | Príncipe das Astúrias (Herdeiro da Coroa) |  | Infante |
|  | Rei (Aragão)                   |  | Príncipe (Aragão)          |  | Infante (Aragão)                          |  |         |
|  | Grande de Espanha              |  | Duque                      |  | Marquês                                   |  |         |
|  | Conde                          |  | Visconde                   |  | Barão                                     |  | Senhor  |

### França
|  | Rei de França         | (Herdeiro da coroa) | Delfim de França |  | Filho da França         |  | Príncipe de sangue |
|  | Duque e Par da França |                     | Duque            |  | Marquês e Par da França |  | Marquês            |
|  | Conde e Par da França |                     | Conde            |  | Conde (antigo)          |  | Visconde           |
|  | Vidama                |                     | Barão            |  | Baronete                |  | Cavaleiro          |

#### Império Francês
|  | Imperador (Primeiro Império) |  | Imperador (Segundo Império) |  | Príncipe Soberano |  | Príncipe  |  |                   |
|  | Duque                        |  | Conde                       |  | Barão             |  | Cavaleiro |  | Baronete de Honra |

#### Monarquia de Julho
|  | Rei dos Franceses |

### Grécia
|  | Rei |

### Havaí
|  | Rei |

### Hungria
|  | Rei |

### Itália

#### Reino de Itália
|  | Rei      |  | Príncipe Hereditário |  | Príncipe real |  | Príncipe de sangue      |  |          |
|  | Príncipe |  | Duque                |  | Marquês       |  | Conde                   |  |          |
|  | Visconde |  | Barão                |  | Nobre         |  | Cavaleiro (Hereditário) |  | Patrício |

#### Reinos de Nápoles, Sícilia e Duas Sícilias
|  | Rei de Nápoles |  | Príncipe Herdeiro |  | Príncipe |

#### Grão-Ducado da Toscana
|  | Grão-Duque da Toscana |

#### Estados italianos antes de 1861
|  | Coroa de San Marino |  | Coroa da Itália Napoleónica |  | Coroa de Ferro dos lombardos |
|  | Tiara papal         |  | Doge de Veneza              |  | Doge de Génova               |

### Jordânia
|  | Rei |

### Liechtenstein
|  | Príncipe |

### Luxemburgo
|  | Grão-Duque |

### México
|  | Imperador (Primeiro Império) |
|  | Imperador (Segundo Império)  |

### Mônaco
|  | Príncipe |

### Noruega
|  | Coroa Real |  | Coroa Real (após 1905) |  | Coroa Real (Escudo do Monarca) |  | Príncipe Herdeiro |  |                  |
|  | Duque      |  | Marquês                |  | Conde                          |  | Barão             |  | Coroa de Nobreza |

### Países Baixos
|  | Real (heráldica) |  | Real             |  | Príncipe (Filhos do Soberano) |  | Príncipe (Netos do Soberano) |  | Príncipe (Antiga)  |  | Príncipe (Nobre) |
|  | Duque            |  | Marquês          |  | Conde                         |  | Conde (estilo alternativo)   |  | Visconde Burggraaf |  |                  |
|  | Barão            |  | Cavaleiro Ridder |  | Coroa de Nobreza              |  |                              |  |                    |  |                  |

### Polônia  e Lituânia
|  | Rei |  | Rei (Antigo) |  | Príncipe |  | Nobreza |

### Reino de Portugal
Realeza
|                 |               |                   |         |
| Rei de Portugal | Príncipe Real | Príncipe da Beira | Infante |

Grandeza e Nobreza
|       |         |       |          |       |                  |
| Duque | Marquês | Conde | Visconde | Barão | Senhor / Fidalgo |

Príncipe Real é o título do herdeiro da Coroa e Príncipe da Beira o título do herdeiro deste. 
Aos Viscondes com Grandeza e aos Pares do Reino cabe o direito ao uso do coronel de Conde.

### Reino Unido
|  | Coroa Real (de Santo Eduardo) |  | Coroa Imperial (do Estado)    |  | Coroa Real (da Escócia)       |  | Coroa Real (Tudor)           |
|  | Príncipe de Gales (Herdeiro)  |  | Príncipe (Filhos do Soberano) |  | Príncipe (Filhos do Herdeiro) |  | Príncipe (Netos do Soberano) |
|  | Duque                         |  | Marquês                       |  | Conde                         |  |                              |
|  | Visconde                      |  | Barão                         |  | Rei de Armas                  |  |                              |

### Reino da Romênia
|  | Rei |  | Grão-Príncipe da Transilvânia |

### Império Russo
|  | Coroa Imperial |  | Coroa da Imperatriz Ana |  | Coroa Monomakh |  | Príncipe |
|  | Conde          |  | Barão                   |  | Nobre          |  |          |

### Sacro Império Romano-Germânico
|  | Imperador              |  | Rei da Boémia                             |  | Chapéu de Arquiduque          |  | Chapéu Eleitoral mais velho       |
|  | Chapéu Eleitoral Velho |  | Chapéu Eleitoral Novo e Chapéu Ducal Novo |  | Chapéu Ducal da Estíria       |  | Coroa Ducal                       |
|  | Chapéu Principesco     |  | Coroa Principesca                         |  | Coroa do conde (landgraf)     |  | Coroa do conde                    |
|  | Velha Coroa do Conde   |  | Nova Coroa do Conde                       |  | Velha Coroa do Barão/Freiherr |  | Mais Nova Coroa do Barão/Freiherr |
|  | Velha Coroa da Nobreza |  | Nova Coroa da Nobreza                     |  |                               |  |                                   |

### Reino da Sérvia
|  | Rei |

### Suécia
|  | Rei/Rainha       |  | Príncipe Herdeiro |  | Duque |  | Conde |  | Barão |
|  | Coroa da Nobreza |  | Coroa mural       |  |       |  |       |  |       |

### Taiti
|  | Rei |

### Tonga
|  | Rei |

## Outros exemplos
|  | Coroa do Império Etíope |  | Xá da Pérsia |  | Grande Coroa da Vitória do Rei de Sião e Tailândia |  | Coroa Oriental |

## Murais e civis

### Domicílios portugueses
|  | Cidade capital Cinco torres aparentes em ouro |  | Município ou Freguesia com sede em cidade Cinco torres aparentes em prata |  | Município ou Freguesia com sede em vila ou cidade Quatro torres aparentes em prata |  | Freguesia com sede em povoação simples (aldeia) Três torres aparentes em prata |

### Brasil
|  | Capital de Estado |  | Cidade |  | Vila |  | Aldeia |

### Alemanha
|  | Volkskrone (Coroa do povo) |  | Coroa mural dos Distritos de Berlim |

### Áustria
|  | Coroa mural do brasão da Áustria |  | Coroa mural do estado da Baixa Áustria |

### França
|  | Capital |  | Capital de Departamento |  | Comuna |

### Itália
|  | Província |  | Cidade |  | Paróquia |

### Roménia
|  | Capital |  | Cidade |  | Vila |  | Paróquia |

### Outros países europeus
|  | Coroa mural (Europa Central) |  | Coroa naval (Europa Central) |